# Sejm koronacyjny 1734
Sejm koronacyjny 1734 – sejm koronacyjny I Rzeczypospolitej został zwołany 4 listopada 1733 roku do Krakowa. 
Większość sejmików nie odbyła się z powodu opozycji zwolenników Stanisława I. 
Sejm obradował od 19 stycznia do 22 lutego 1734 roku, nie uchwalił konstytucji.
17 stycznia 1734 roku odbyła się koronacja króla Augusta III. 
W latach 1734–1735 król zwoływał Radę Walną Konfederacji Warszawskiej, której marszałkiem był Antoni Poniński, instygator koronny. 